# Makoto Aida
Makoto Aida és un artista japonès que viu a Chiba. Les seues obres es caracteritzen per mostrar xiques escolars, el qual l'ha fet polèmic, i temes sobre el Japó. Nasqué i fou criat al nord de la Prefectura de Niigata. És fill d'un professor de sociologia d'esquerres de la Universitat de Niigata. Ell admira intel·lectuals liberals i conservadors a causa que perseguiren a son pare durant les dècades de 1960 i 1970 per no ser prou d'esquerres. A més tenia com a ídols a Makoto Oda, Yukio Mishima i Hideo Kobayashi. Quan anava a secundària, li encantava el manga de la nova onada i se n'anà a estudiar a la Universitat Nacional de Tòquio de Belles Arts i Música amb la intenció de ser un artista de manga. A l'escola de post-grau de la mateixa universitat pintà la seua obra Dog (1989). Després de graduar-se, ho va passar malament tenint treballs estranys. La seua obra fou exhibida a Rontgenwerke a Tokyo i no vengué res.
No pretén sexualitzar les xiquetes, sinó defendre la seua innocència davant la crueltat del món (la cultura japonesa en general i la indústria del sexe). Algunes de les seues obres són:
- Pintures:
  - “Ash colour mountains”
  - "Tensai de Gomennasai”
- Còmics (manga)
  - Mutant Hanako (1997)[1]